# Fonologija
Fonologíja je jezikoslovna veda o glasovih, njihovi vlogi (v jeziku oz. njegovi slovnici), razvrstitvi (distribuciji), omejitvah ipd. Moderna fonologija kot veda izhaja iz strukturalne fonologije (N. S. Trubeckoj: Osnove fonologije, 1939) s teorijo o fonemih (prim. še angleški izraz fonemika), fonološki distribuciji in fonoloških opozicijah. 
Drugo pomembnejšo spodbudo je fonologija dobila od generativne slovnice (Noam Chomsky in Morris Halle: The Sound Pattern of English, 1968), posebej še z nadgradnjo razlikovalnih/distinktivnih lastnosti in pojmom fonološko pravilo. Novejše fonološke teorije so nastajale od 70. let 20. stoletja dalje, npr. naravna fonologija, naravna generativna fonologija, avtosegmentalna fonologija oz. CV-fonologija, odvisnostna fonologija, vezalna fonologija, metrična fonologija in optimalnostna teorija.